# 布拉任科·拉茨科维奇
布拉任科·拉茨科维奇（1980年12月25日—），克罗地亚男子手球运动员。他曾代表克罗地亚国家队参加2004年、2008年和2012年夏季奥林匹克运动会手球比赛，获得一枚金牌和一枚铜牌。